# 三井辨雄
三井辨雄（日语：／ Mitsui Wakio */?，1942年11月24日—2021年4月2日），日本政治人物，曾任众议院议员、國土交通副大臣、厚生勞動大臣。

## 生平
1942年生于北海道。1966年毕业于昭和药科大学药学部。1983年担任医疗法人交雄会理事长。2000年当选众议院议员。2010年9月至2011年9月，在菅直人內閣担任國土交通副大臣。2012年10月至12月，在野田佳彦第三次改造内阁出任厚生勞動大臣。2016年11月获旭日重光章。2021年4月2日在札幌市逝世。